# Тетерино (Можайськ)
Тетерино (рос. Тетерино) — село у Можайському районі Московської області Російської Федерації

## Розташування
Село Тетерино входить до складу міського поселення Можайськ, воно розташовано на північ від Можайська на березі річки Москви. Найближчі населені пункти Зарічна Слобода, Ченцово, Тихоново, селище Гідровузол. Найближча залізнична станція Можайськ.

## Населення
Станом на 2006 рік у селі проживало 123 особи.